# KraftWerk – Dresdner Energiemuseum
KraftWerk – Dresdner Energiemuseum ist ein Technikmuseum in Dresden. Es wird von der Drewag, den Dresdner Stadtwerken, betrieben.

## Standort
Das Energiemuseum liegt im zentralen Dresdner Stadtteil Wilsdruffer Vorstadt. Es befindet sich in der ehemaligen Mechanischen Werkstatt des früheren Heizkraftwerks Mitte zwischen der Könneritzstraße (26er Ring), der Schweriner Straße und dem Wettiner Platz. In der Nähe stehen unter anderem der Bahnhof Dresden Mitte und das World Trade Center Dresden. In der Umgebung befindet sich außerdem mit dem Schulmuseum  noch ein weiteres Museum.
Seit Dezember 2016 ist der ehemalige Hauptbau des Kraftwerks ein eigenständiges Kulturgebäude für Theater und Operettenvorstellungen.

## Ausstellung

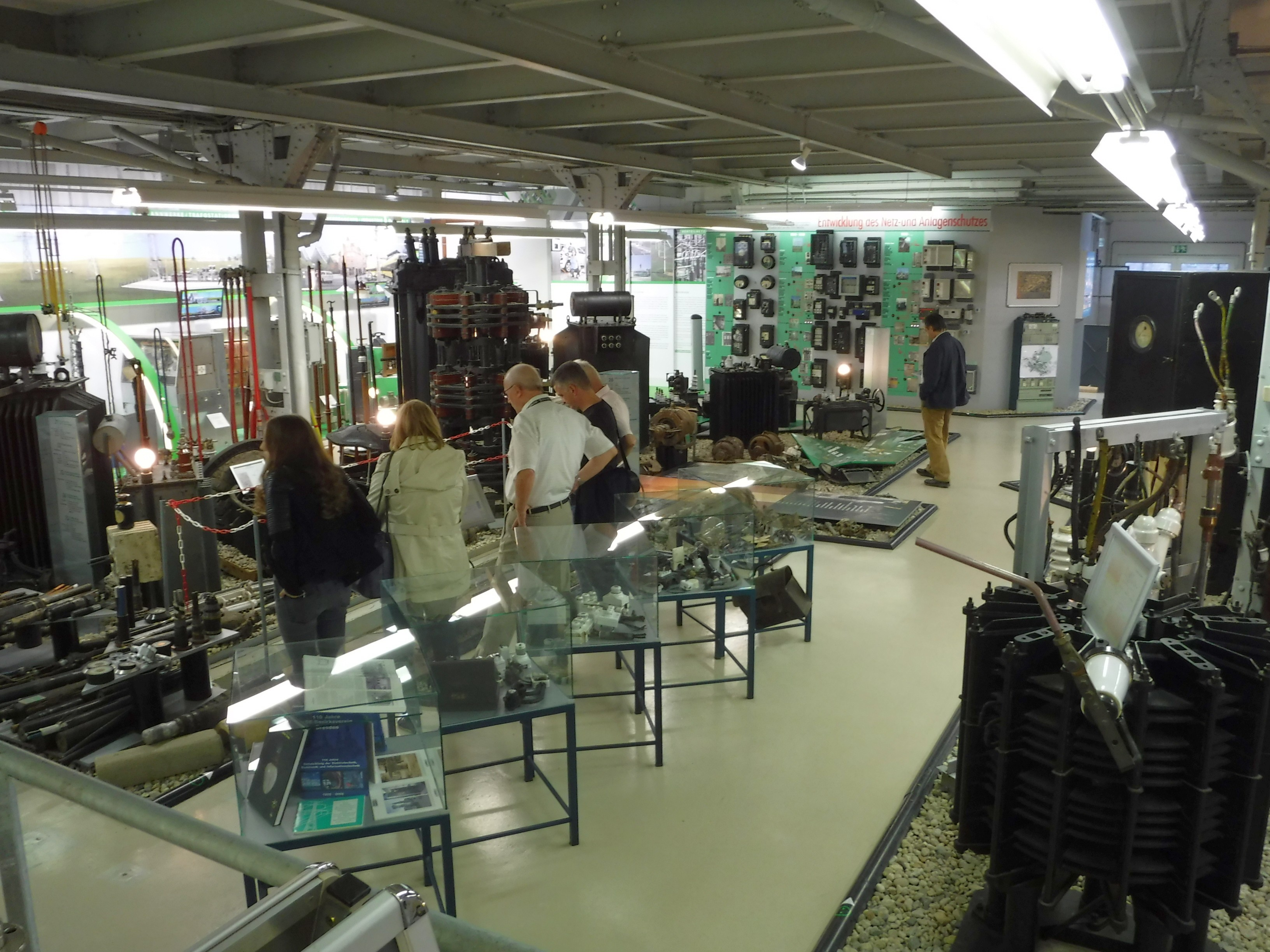
Blick in den Bereich „Strom“

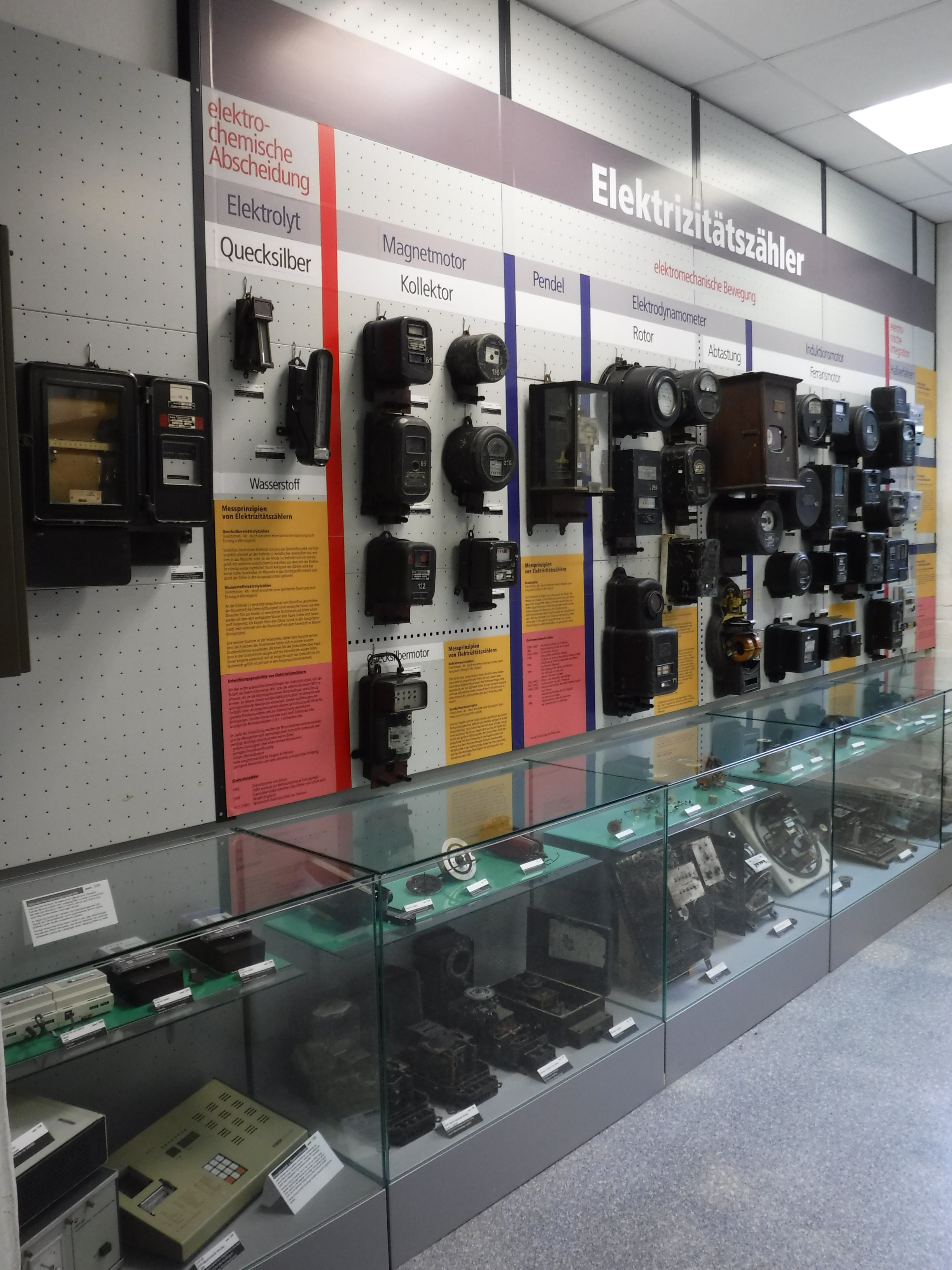
Verschiedene Stromzähler

Themen der Ausstellungen sind die Versorgungsgeschichte Dresdens mit elektrischem Strom, Stadtgas, Fernwärme und Wasser.
In drei Räumen des Erdgeschosses wird auf einer Fläche von etwa 400 Quadratmetern die Geschichte der städtischen Stromversorgung von 1895 bis in die Gegenwart dargestellt. Gezeigt werden neben historischen Exponaten auch interaktive Präsentationen und Schautafeln. Besonders vielfältig ist die Auswahl elektrischer Betriebsmittel. Vertreten sind unter anderem Schalter, Transformatoren, Strom- und Spannungswandler, Kabel, Messgeräte, Prüfmittel und Stromzähler. Viele von ihnen wurden im Zuge der Modernisierung des städtischen Stromnetzes nach 1990 ausgesondert, weil sie nicht mehr den aktuellen Sicherheitsstandards entsprachen.
Im Obergeschoss wird die Geschichte der öffentlichen Gasversorgung mittels einer 25-minütigen Multimediashow mit 3D-Effekten in einem 360-Grad-Kino präsentiert. Sie setzt bei der Entstehung der ersten Dresdner Gasanstalt im Jahr 1828 ein, beschäftigt sich mit dem dadurch ausgelösten industriellen Aufschwung und schließt mit dem Erdgaseinsatz in den 1990er Jahren. Ergänzt wird sie durch eine Bibliothek sowie eine Studierstube, die in ihrer Ausstattung der von Rudolf Sigismund Blochmanns, einem der Pioniere der deutschen Gasbeleuchtung, nachempfunden wurde.
Ebenfalls im Obergeschoss wird der Kreislauf der Dresdner Wasserversorgung gezeigt. Auf mehreren großen Projektionsflächen ist über diese Abläufe ein Film aus den Perspektiven ober- und unterhalb der Wasseroberfläche zu sehen. Aus der Sicht eines animierten Wassermoleküls und eines Wissenschaftlers wird der Kreislauf anschaulich und allgemein verständlich erklärt. Die Bestuhlung in den Räumen hat die Form eines Wassertropfens, in der Mitte befindet sich ein Trinkwasserbrunnen. Bestandteil der Ausstellung ist auch die Wasseraufbereitung in Werken wie dem Wasserwerk Saloppe.
Außerdem wird die Geschichte der Fernwärme in Dresden in einer eigenen Ausstellung behandelt, beginnend beim ab 1895 geplanten und 1945 zerstörten Staatlichen Fernheiz- und Elektrizitätswerk hinter der Semperoper, über das frühere Heizkraftwerk Mitte als Museumsstandort selbst bis hin zu den heutigen sieben Heizkraft- beziehungsweise Heizwerken im Stadtgebiet, darunter das Heizkraftwerk Nossener Brücke.

## Geschichte

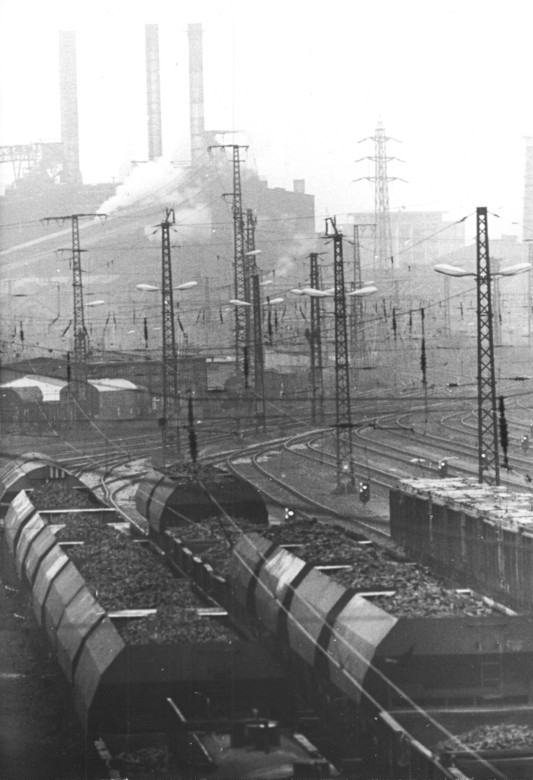
Kohlezüge stehen im Bahnhof Dresden-Friedrichstadt für das nahegelegene Kraftwerk Mitte bereit (1990)

Zuerst befand sich am gegenwärtigen Museumsstandort das Gaswerk Altstadt, auf dessen Gelände 1895 ein Lichtwerk entstand. Unter Paul Wolf wurde es 1926–1928 zum Heizkraftwerk Mitte erweitert. Dabei handelte es sich um einen mit roten Klinkern verkleideten Stahlskelettbau. Er war – später unter dem Namen Westkraftwerk – bis zur Stilllegung 1994, nach der Wiedervereinigung mit der Neubildung des Freistaats Sachsen in Betrieb. Die Suche nach Investoren für eine kulturelle Nutzung des Kraftwerksgebäudes blieb lange Jahre erfolglos. Während mit dem Kesselhaus der Essener Zeche Zollverein, in dem sich das Red Dot Design Museum befindet, ein durchaus vergleichbares Gebäude seit 2002 den UNESCO-Welterbe-Status genießt, wurde das unter Denkmalschutz stehende Kesselhaus des Heizkraftwerks Mitte 2006 abgerissen.
Bereits im Juli 2002 eröffnete die Drewag als ersten Museumsteil die Stromausstellung im Erdgeschoss. Nach nur einem Monat wurde sie jedoch im Zusammenhang mit dem Elbhochwasser 2002 durch die über die Ufer getretene Weißeritz zerstört und musste rekonstruiert werden. Am 5. April 2003 kam es dann anlässlich des 175-jährigen Jubiläums der öffentlichen Gasversorgung in Dresden, das sich auf die Inbetriebnahme erster Gaslaternen am Schlossplatz im Jahr 1828 bezieht, zur Einweihung der Ausstellung zum Thema Gas sowie zur Wiedereröffnung der Stromausstellung.
Die energietechnische Ausstellung wurde am 4. Mai 2006 deutlich erweitert. An diesem Tag eröffneten die Bereiche zur Geschichte der Wasser- und der Fernwärmeversorgung. Bis zu diesem Zeitpunkt hatte das Museum etwa 16.500 Besucher zu verzeichnen.
Aus brandschutztechnischen Gründen blieb das Museum von September 2018 bis März 2019 geschlossen. Es eröffnete wieder am 6. März 2019.